# فردریک مدیسون
فردریک مدیسون (به انگلیسی: Frederick Maddison) (زاده ۱۷ اوت ۱۸۵۶، مرگ ۱۲ مارس ۱۹۳۷) یک سیاستمدار انگلیسی و از سال ۱۸۹۵ تا سال ۱۹۰۰ و دوباره از سال ۱۹۰۶ تا سال ۱۹۱۰ عضو پارلمان انگلیس بود.